# Contraofensiva de Montoneros
La Contraofensiva de Montoneros es el nombre que se le da a una acción de la organización guerrillera Montoneros de Argentina, que consistió en la reorganización y regreso al país de un gran contingente de guerrilleros de dicha organización, después de que la represión estatal hubiera diezmado a gran parte de la misma. La primera contraofensiva se realizó en 1979 y la segunda en 1980; ambas fracasaron, tanto política como militarmente.
La contraofensiva confluyó y retroalimentó los movimientos incipientes de resistencia a las dictaduras en Argentina y América Latina, como la reorganización del sindicalismo argentino, el movimiento de derechos humanos, la visita de la Comisión de Derechos Humanos de la OEA y la Revolución Sandinista, en un momento en que todo el subcontinente había quedado bajo el control de la doctrina de la seguridad nacional de Estados Unidos.
Entre 2021 y 2023 se dictaron sentencias en varios juicios sobre crímenes de lesa humanidad cometidos durante las contraofensivas de 1979 y 1980. Los alegatos de la fiscal Gabriela Sosti son una importante fuente documental para comprender mejor los hechos y el contexto de un capítulo histórico poco estudiado.

## Contexto
Montoneros tomó la decisión de realizar la contraofensiva en un momento en el que la dictadura argentina y los regímenes dictatoriales latinoamericanos, que se habían multiplicado impulsados por la doctrina de la seguridad nacional de Estados Unidos en el marco de la Guerra Fría, comenzaban a enfrentar una oposición incipiente.
El triunfo de James Carter como presidente de Estados Unidos en 1977, y en especial la actuación de su subsecretaria de Derechos Humanos Patricia Derian, limitó la protección internacional de las dictaduras.
La realización en Argentina de la Copa Mundial de Fútbol de 1978, permitió que se difundieran internacionalmente las primeras imágenes de las Madres de Plaza de Mayo pidiendo ayuda por la desaparición de sus hijos y abriendo la puerta de la solidaridad internacional. Ese mismo año la larga dictadura franquista en España daba paso a un régimen democrático liderado por el Partido Socialista Obrero Español.
El 27 de abril de 1979 se realizó la primera huelga general organizada por la Comisión de los 25, integrada por una nueva camada de líderes sindicales, entre ellos Saúl Ubaldini, que conduciría el movimiento sindical argentino en la siguiente década.
El 20 de julio de 1979 la guerrilla sandinista derrocó la dictadura de Anastasio Somoza en un acto ampliamente apoyado por la comunidad internacional.
Entre el 6 y el 20 de septiembre de 1979, visitó la Argentina una delegación de la Comisión Interamericana de Derechos Humanos de la OEA, encabezada por la estadounidense Patricia Derian, tomando testimonios de gran cantidad de desapariciones y torturas. El informe fue aprobado en 1980 describiendo con claridad la metodología y las acciones del terrorismo de Estado aplicado por la dictadura.

## Planificación
La conducción montonera planteó la contraofensiva con la idea de que los activistas que estaban en el exilio volvieran al país a realizar acciones armadas. Muchos de esos militantes eran ex detenidos desaparecidos que habían logrado salir del país luego de estar prisioneros en distintos centros clandestinos de detención (CCD). La conducción montonera desconfiaba de quienes habían retornado a la Organización luego de haber permanecido chupados en algún CCD. Sobre ese tema, Rodolfo Galimberti mantenía una posición exacerbada: los combatía como a un enemigo, los trataba de traidores que habían negociado entregar a compañeros para salvar sus vidas y decía que estaban controlados por el Servicio de Inteligencia Naval a través del Centro Piloto en París.
Durante 1978, emisarios de la dirigencia montonera se pusieron en contacto con las colonias de expatriados en México y Europa procurando reagrupar fuerzas. Su discurso era que la dictadura militar estaba en crisis y que la Organización debía colocarse a la cabeza del descontento social con ataques al poder económico. A los militantes que aceptaban participar en la contraofensiva planeada se les impartían cursos de Política, Economía y Estrategia militar, y muchos de ellos recibían también instrucción militar en una base de la Organización ubicada en el sur del Líbano y en una casa en las afueras de Cuernavaca.

## La toma de decisiones y la división
Luego de deliberar un fin de semana en un convento ubicado en Génova y en un clima de falso triunfalismo, todos los montoneros presentes, incluidos Roberto Perdía, Galimberti y Miguel Bonasso, aprobaron por unanimidad iniciar la Campaña de Contraofensiva Estratégica Comandante Carlos Hobert, porque consideraron que ya estaban dadas las condiciones «para terminar de derrotar a la dictadura». La conducción dispuso que la participación en la ofensiva para aquellos con grado de suboficial y menor (milicianos) fuera voluntaria, en tanto que para los de grado de oficial era obligatoria. En todos los casos era la conducción la que decidía quiénes debían integrar cada pelotón.
Lo cierto es que Galimberti venía trabajando desde tiempo atrás, en forma reservada, en contra de la operación y ahora, ayudado por Juan Gelman, aceleró esas gestiones. Algunos militantes ya prontos a retornar, como Abel Madariaga (alias Manuel), fueron convencidos de desistir. Según Gregorio Levenson —uno de los tesoreros de la Organización—, Galimberti participó del robo de US$ 40 000 que tenía guardados en su propia casa a la espera de depositarlos en el banco. Para ese hecho contó con la ayuda de dos dirigentes montoneros aliados: Pablo Fernández Long y su esposa, Victoria Elena Vaccaro, que estaban hospedados allí mismo.
Galimberti y Gelman anunciaron su renuncia a Montoneros el 22 de febrero de 1979, argumentando el resurgimiento del militarismo de cuño foquista, la burocratización de la conducción y la ausencia de democracia interna, junto al progresivo sectarismo que los aísla de las masas. Su renuncia fue secundada por Miguel Lizaso, Fernández Long, Roberto Mauriño, Patricia Bullrich y su hermana Julieta (esposa de Galimberti) y Raúl Magario, entre otros. Como consecuencia de ello fueron condenados a muerte por la dirección montonera. También por esa época aparecieron unas declaraciones de Galimberti a la revista argentina Siete Días, con un planteo, considerado por Gelman y otros, cercano al macarthismo de la derecha peronista, lo que ocasionó la repulsa de este grupo de ex-montoneros y la ruptura con Galimberti.

## La primera operación

### Las acciones de agitación
La primera contraofensiva fue en enero de 1979, pero la cúpula montonera permaneció en Europa. Se formaron dos estructuras sin relaciones entre sí: las TEA, Tropas Especiales de Agitación y las TEI Tropas Especiales de Infantería.
Las primeras realizarían tareas de agitación y propaganda, además de contar con aparatos para interferir las comunicaciones; las segundas, las TEI, atacarían el transporte, las comunicaciones y a miembros del equipo económico de la Dictadura.
Alrededor de un centenar de guerrilleros montoneros se concentraron en España y en México y regresaron de manera clandestina a la Argentina. Los tres pelotones de TEA hacían transmisiones clandestinas con discursos dirigidos en forma puntual a alguno de los conflictos gremiales en curso, pero si bien despertaban simpatía entre los obreros, su penetración política fue escasa o nula. A pesar de los esfuerzos de la guerrilla, varios miembros del grupo fueron desertando tanto al interior como exterior del país.
En julio, un boletín interno de la Conducción evaluaba favorablemente el trabajo de las TEA pese a que subyacía un conflicto porque muchos de los cuadros reclamaban una mayor descentralización para evitar o atenuar las detenciones en cadena. Se llegó al punto de que Regino Adolfo González (alias Gerardo) dio libertad a los integrantes del grupo I, a su mando, para salir del país si lo quisieran, motivo por el cual se le acusó de “traición criminal”. En septiembre de 1979 comenzaron las caídas de integrantes de las TEA. Regino Adolfo González y su esposa fueron detenidos y sólo la mujer reapareció. La integrante del grupo I de las TEA, Susana Solimano, exesposa del dirigente montonero Horacio Mendizábal, fue secuestrada el 27 de septiembre de 1979 y su cuerpo sin vida apareció flotando en un riachuelo en Escobar, provincia de Buenos Aires. El 17 de septiembre, Mendizábal y su asistente el exdiputado Armando Croatto fueron muertos en Munro y el 30 apareció muerto otro asistente, Jesús María Luján.
En octubre cayeron el jefe del segundo pelotón de la zona Oeste Daniel Tolchinsky y la superviviente de la Masacre de Trelew: María Antonia Berger. También fue detenida y continúa desaparecida, Adriana Lesgart, quien había organizado junto a familiares de desaparecidos las denuncias ante la Comisión Interamericana de Derechos Humanos de la OEA que visitó la Argentina en septiembre de 1979.

### Las acciones militares
Los guerrilleros de las TEI ingresaron al país sin armas y por diversas vías, y comenzaron los ataques. A las 07:30 de la mañana del 27 de septiembre de 1979, un pelotón de Montoneros atacó la casa de Guillermo Walter Klein, que era Secretario de Estado de Programación y Coordinación Económica. Mientras él se encontraba en la planta alta con su esposa y sus cuatro hijos, de entre 12 años y meses de edad, un comando colocó explosivos en la planta baja. Klein y su familia lograron salvarse, pese a que su vivienda fue totalmente destruida y solo murieron dos custodios. El hecho de que el intento de matar al funcionario incluyera la posibilidad de matar a sus hijos (toda la familia fue rescatada, con heridas leves, después de estar varias horas bajo los escombros) motivó un debate interno en la organización.
El 7 de noviembre, un pelotón de la TEI (Tropas Especiales de Infantería) de esa organización intentó asesinar a otro funcionario del área económica, Juan Alemann, que era un fuerte opositor político del almirante Massera. Primero interceptaron el automóvil en que viajaba y le hicieron varios disparos, luego con un lanzacohetes dispararon al auto un proyectil antitanque Energa, causándole heridas al chofer y al custodio. No se acercaron a verificar el resultado y se fueron con la sensación de que su misión había concluido. Sin embargo, el atentado fracasó; Alemann resultó ileso y a las pocas horas estaba trabajando en su despacho.
El 13 de noviembre, el grupo 3 de las TEI atacó cerca del obelisco de Buenos Aires al empresario Francisco Pío Soldati padre del entonces director del Banco Central. Primero, interceptaron el automóvil en el que viajaba con su chofer y custodio Ricardo Manuel Durán. Luego, tres guerrilleros ametrallaron el vehículo con fusiles AK-47. Cuando una militante montonera bajó de una camioneta para colocar una bomba en el automóvil, trastabilló y le estalló en sus manos; a raíz de la explosión murieron los guerrilleros Enrique Horacio Fireli, Remigio Elpidio González y Graciela Rivero y quedaron heridos y aturdidos en el lugar sus compañeros Luis Alberto Lera y Patricia Susana Ronco, quienes fueron detenidos y permanecen desaparecidos. Los tres motoneros que ametrallaron y asesinaron a Soldati pudieron escapar. Días después, Montoneros perpetró otro ataque con explosivos, dejando solo daños materiales.
La primera contraofensiva finalizó con la muerte o desaparición de unos 80 militantes y sin logros políticos. Las acciones de agitación no encontraron apoyo en sus destinatarios. Los atentados sólo se cumplieron parcialmente y con un alto costo para la guerrilla.

### Operación Guardamuebles
No fue hasta el 27 de diciembre de 1979 cuando se registró un incendio en un guardamuebles en la calle Conde 2400, Capital Federal, dejando al descubierto un escondite de armas guerrilleras, lo que provocó que autoridades pusieran en marcha la "operación guardamuebles", donde miembros de las fuerzas armadas arrestaban a guerrilleros cuando estos se acercaban a los almacenes, decomisando armas y material bélico de paso.

## Segunda contraofensiva
La Conducción Montonera, influenciada por la imagen que tenía de la Revolución Sandinista y de la Revolución iraní, no quería permanecer alejada del escenario político cuando se produjera la ansiada irrupción de las masas que barriera con el poder militar. Por lo tanto, luego de un informe positivo acerca de la primera contraofensiva, se decidió en una reunión realizada en La Habana continuar con las acciones militares.
Antes de salir del país, la conducción de Montoneros había ocultado armamento en depósitos de guardamuebles. La población supo, por un comunicado publicado en Clarín del 23 de enero de 1980, que el Ejército había secuestrado en varios depósitos parte del armamento montonero, como también municiones y equipos de radio. La Conducción no conoció la noticia o no quiso suspender su plan y comenzaron a enviar guerrilleros.
Las fuerzas de seguridad revisaron otros depósitos guardamuebles en todo el país y encontraron más armas pero en lugar de darlo a conocer reservaron la noticia y pusieron vigilancia donde las encontraban. El 21 de febrero cayó el primer militante y detuvieron al primer guerrillero que quiso retirar muebles. Por otra parte, la dictadura utilizó prisioneros para que en la frontera les marcaran a compañeros que pretendieran llegar al país y los detenían fingiendo un operativo antidrogas. En menos de un mes, todos los enviados habían sido capturados.
La Conducción seguía enviando guerrilleros cuyo destino era la detención, la tortura y la muerte o la desaparición, salvo muy escasos casos en que el apresamiento fue legalizado y se los entregó a la justicia; recién en diciembre la Conducción dio por terminada la segunda contraofensiva.
En este punto, la actividad de la guerrilla se centró en lanzar comunicados, como el ocurrido con la aparición del cuerpo de Noemí Esther Gianetti de Molfino aparece en el apartamento 64 del sexto piso del Apart Suites Muralto, donde la organización se pronuncia contra las circunstancias del secuestro y asesinato de la activista, o el fallecimiento de Rodolfo Puiggrós.
Posteriormente la represión seguiría con los últimos cuadros de la guerrilla, como el caso de Horacio Campiglia y Mónica Susana Pinus de Binstock, secuestrados después desaparecidos el 11 de marzo de 1980, en Río de Janeiro, Brasil.

## Juicios

### Condena judicial y calificación como terrorismo
Por el atentado contra Alemann y el asesinato de Soldati la Sala I de la Cámara Nacional de Apelaciones en lo Criminal y Correccional Federal de la Capital Federal, por voto unánime de sus jueces Mario Gustavo Costa, Juan Carlos Rodríguez Basavilbaso y Juan Pedro Cortelezzi confirmó el 25 de octubre de 1989 la condena de Mario Firmenich a la pena de reclusión perpetua (limitada a 30 años de reclusión por la extradición concedida desde Brasil), por considerarlo coautor de los delitos de homicidio calificado por el concurso premeditado de dos o más personas en concurso real con la tentativa de similar delito, oportunidad en la cual, entre otras cosas se dijo:

"Está plenamente demostrado, sin que se advierta controversia relevante al respecto, que la comisión material de los dos atentados terroristas que motivan este legajo y cuya descripción consta en la sentencia recurrida fue perpetrada por sujetos pertenecientes a las 'Tropas Especiales de Infantería' (T.E.I.) del que se dio en llamar "Ejército Montonero" ... Con idéntica fuerza de convicción encuentro acreditado que Mario Eduardo Firmenich condujo las actividades terroristas desarrolladas en el marco de la denominada 'contraofensiva estratégica' de 1979, dentro de la cual se hallan comprendidos los dos episodios que motivan esta decisión... es destacable que la atribución de responsabilidad en cada hecho terrorista revela el propósito de discriminar aquellos en los que participaron tan disciplinados efectivos de otros que responden a un origen diverso... era la jerarquía del sistema terrorista la que seleccionaba los objetivos principales de los atentados y tenía de esa manera el dominio de la acción... (Cámara Nacional Apelaciones BsAs, Causa nº 20.716 "FIRMENICH", Tomo 112, Sep-Dic 1989, pp 809-838

Esta sentencia fue confirmada el 11 de septiembre de 1990 por la Corte Suprema de Justicia de la Nación por voto unánime de sus jueces Mariano Augusto Cavagna Martínez, Carlos Santiago Fayt, Augusto César Belluscio, Rodolfo Barra,  Julio Salvador Nazareno, Julio Oyhanarte y Eduardo Moliné O'Connor (Fallos Corte Suprema, Tomo 313, Sep-Dic 1990, pp 891-896).
Excluido en un primer momento por el presidente Carlos Menem del indulto otorgado a los jefes guerrilleros y militares, finalmente el decreto 2742/90 del 29 de diciembre de 1990 le otorgó la libertad a Firmenich (Boletín Oficial, 3/Ene/1990, pp 9-10). Tras abandonar la prisión, dejó la política activa para dedicarse a la actividad docente universitaria en Cataluña, España.

### Condenas judiciales en la megacausa Contraofensiva
Varios crímenes de lesa humanidad cometidos por agentes de la dictadura fueron investigados y condenados judicialmente:
- Juicio Contraofensiva I. Se juzgaron los casos de 94 víctimas de las que 70 aún permanecen desaparecidas. Cuando comenzó el juicio había 9 personas imputadas. La sentencia condenó a prisión perpetua por homicidio con alevosía, privación ilegítima de la libertad y tormentos agravados a cinco acusados.
- Juicio Contraofensiva II. Se juzgaron los casos de 47 delitos de lesa humanidad. La sentencia condenó a prisión perpetua la único imputado, el exmilitar de inteligencia Mario Guillermo Ocampo.[49]
- Juicio Contraofensiva III. Fue condenado el excomisario de la Policía Federal Roberto Álvarez a 10 años de prisión como autor de la privación ilegal de la libertad y los tormentos sufridos por Edith Aixa Bona en 1980.[50]

Los alegatos de la fiscal Gabriela Sosti son una importante fuente documental para comprender mejor los hechos de un capítulo histórico poco estudiado, oscurecido por mitos y operaciones propagandísticas:

En estos juicios se repasa, se repiensa y se expone la historia como en ningún otro espacio. Son los protagonistas mismos los que llegan a decir cosas que no se pueden decir en otro lado más que frente a un tribunal... Sirvió para desmitificar el mito urbano político por excelencia de la resistencia militante de los 70 que asegura que Montoneros mandó matar a su gente en la contraofensiva. Nada más irreal.
Gabriela Sosti

## Balance
La contraofensiva le permitió a Montoneros realizar algunos atentados contra altos funcionarios civiles del gobierno militar pertenecientes al equipo económico o empresarios. Anticipado por los servicios de inteligencia, numerosos militantes resultaron secuestrados, torturados y asesinados por la dictadura militar, causando una derrota política para la organización. Perdía mismo reconoció que el costo humano y político fue altísimo.
La contraofensiva ha sido poco estudiada y objeto de evaluaciones contradictorias, algunas con escaso fundamento, desde que fue producto de infiltraciones militares en la organización hasta que se debió a entregadores dentro de la propia cúpula de la organización.
El Batallón 601 tenía un informe pormenorizado de todas las actividades de la contraofensiva. Para algunos, incluso, la contraofensiva era funcional a las aspiraciones políticas de Emilio Massera. Hasta fue denunciado un supuesto pacto entre la cúpula montonera y el almirante.
Martin Edwin Andersen, corresponsal del Washington Post en la Argentina, sostuvo que Firmenich era informante del Ejército. Según el libro de Alejandra Vignollés sobre el caso de Roberto Quieto (quien fuera jefe del área federal militar de Montoneros), Firmenich fue funcional a la dictadura. Por su parte el juez Claudio Bonadío abrió una causa para investigar si Firmenich había sido informante y entregador, pero no encontró pruebas de ello.  
Con otro enfoque, Fernando Vaca Narvaja, integrante de la conducción de Montoneros, defendió la contraofensiva calificándola como un éxito en el sentido político, debido a que confluyó y retroalimentó los movimientos de resistencia en Argentina y América Latina, como la reoorganización del sindicalismo argentino con la emergencia de un liderazgo como el de Saúl Ubaldini y la Revolución Sandinista, en un momento en que todo el subcontinente había quedado bajo el control de la doctrina de la seguridad nacional de Estados Unidos.
Un enfoque contextualizado similar surgió de la investigación judicial, en la "Megacausa Contraofensiva", llevada adelante entre 2020 y 2023. En la misma los testimonios, pruebas documentales y alegatos, permitieron hacer foco en el derecho a la resistencia contra la opresión y contextualizar la contraofensiva en un entorno más amplio de resistencia creciente, por parte de sectores sindicales y de organizaciones nacionales e internacionales de derechos humanos, que comenzaron a debilitar a la dictadura.